# Emanuel Pârvu
Emanuel Pârvu, né le 12 février 1979 à Bucarest, est un acteur et réalisateur roumain.

## Filmographie

### Réalisateur
- 2017 : Meda or The Not So Bright Side of Things (Meda sau Partea nu prea fericită a lucrurilor)
- 2021 : Marocco
- 2024 : Trois kilomètres jusqu'à la fin du monde (Trei kilometri până la capătul lumii)

### Acteur
- 2006 : Attack Force
- 2006 : Ultime Menace
- 2016 : Fixeur
- 2016 : Baccalauréat
- 2021 : Dédales